# 皮埃尔·西基维
皮埃尔·西基维（英語：Pierre Sikivie，1949年10月29日—）是美国理论物理学家，现任佛罗里达大学物理学名譽教授。他发明了轴子光环镜和轴子日镜，对轴子宇宙学的发展起了重要作用。

## 学术生涯
西基維於1975年在耶鲁大学Feza Gürsey的指导下获得物理学博士学位。他于1975年至1977年任馬里蘭大学物理系的助理研究员，于1977年至1979年在SLAC任职。1979年至1981年他在CERN任高级研究员，1981年至1984年在佛罗里达大学任助理教授。他于1984年成为佛罗里达大学物理学副教授，并于1988年晋升为教授。2012年他成为佛罗里达大学物理学杰出教授并任职至今。他是2020年樱井奖的获得者。
西基維於1994年當選美國物理學會院士，他也是1997-1998学年的古根漢研究员。

## 暗物质與轴子物理学
西基維是軸子暗物質實驗(ADMX) 最初的提倡者之一，並與同在佛羅里達大學的同事尼爾·蘇利文、大衛·坦納共同發展實驗細節。1983年，西基維与約翰·普雷斯基爾、MB Wise 、弗朗克·韦尔切克、LF Abbott、M. Dine和W. Fischler一起发现，由错位机制产生的宇宙轴子可能是暗物质的重要组成部分。随后西基維为ADMX等暗物质轴子探测奠定了理论基础。